# Burg Spitzenberg (Kuchen)
Die Burg Spitzenberg ist die Ruine einer klassischen mittelalterlichen Adelsburg vom Typus der Gipfelburg westlich von Kuchen im Landkreis Göppingen in Baden-Württemberg.

## Geografische Lage

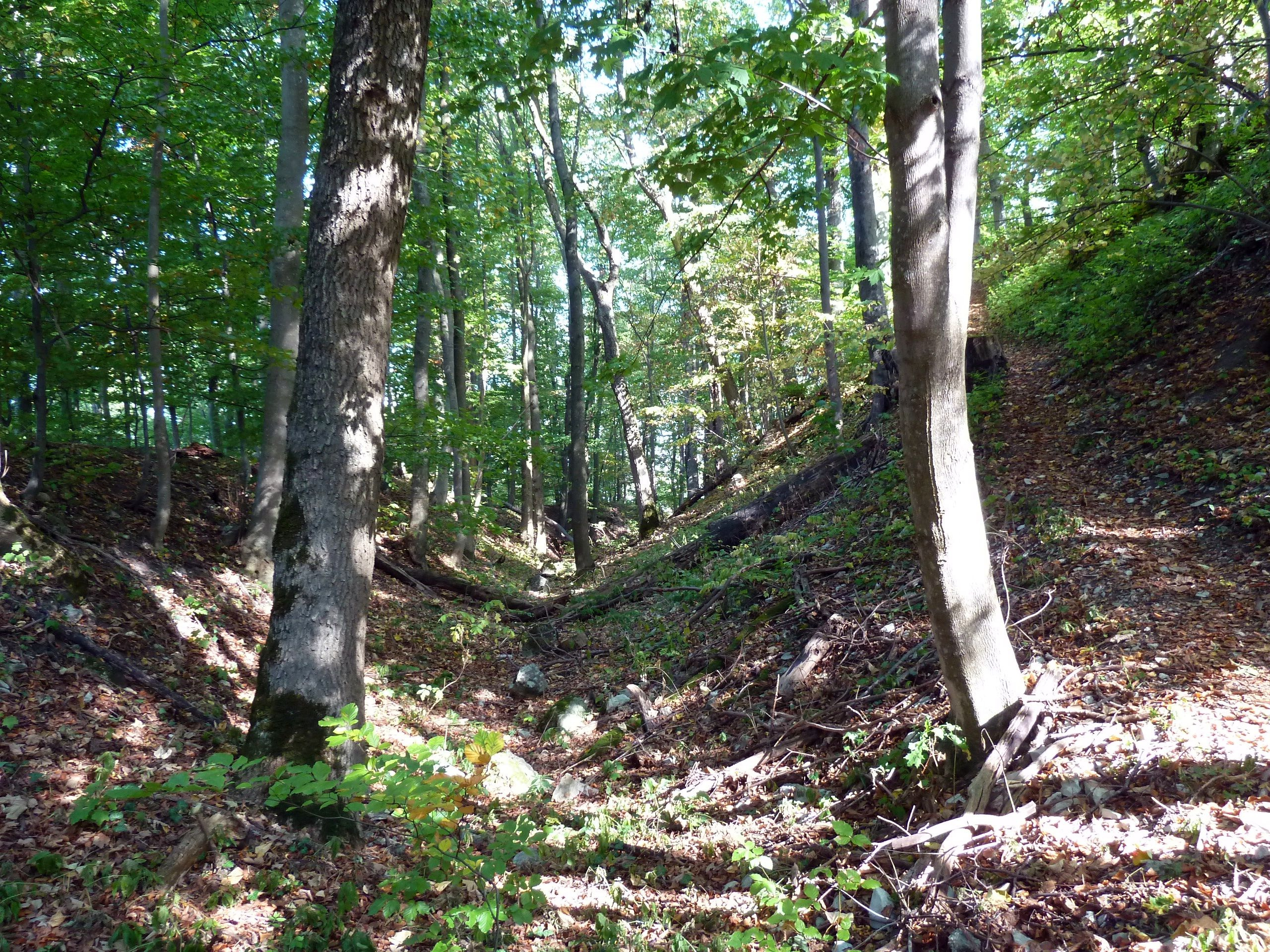
Überreste des südlichen Walls.

Die Ruine steht auf einer südlichen Randhöhe des Filstals, auf dem 665 Meter hohen Spitzenberg. Von der Burg sind nur noch wenige Mauerreste erhalten.

## Geschichte
Nach ihr benannte sich die Familie der Spitzenberger, die zum Verwandtenkreis der Zähringer und der Grafen von Helfenstein zählte. Bekannter Vertreter der Familie war Bischof Gottfried von Spitzenberg.
Die Burg zeigt sich heute als eine ungepflegte Ruine, die noch die Spuren einer Ausgrabung durch den Schwäbischen Albverein 1913 unter Konrad Albert Koch zeigt. Die wichtigsten Funde dieser Grabung sind verschollen. Sie wurden lange Zeit im Rathaus in Kuchen aufbewahrt, ehe sie bei einem Umbau weggeworfen worden sein sollen. Teile der Funde liegen im Heimatmuseum Geislingen. Die Funde datieren im Wesentlichen in das späte 14. Jahrhundert, die Burg soll aber schon 1311 zerstört worden sein.